# マジシャン (ザ・ハウス・オブ・ザ・デッドシリーズ)
マジシャン（Magician）はザ・ハウス・オブ・ザ・デッドシリーズ（以下、HODシリーズ）に登場する架空のアンドロイドで、本作のボスキャラクターの1体。タロットカードのナンバーはNo.I。

## 概要
ロイ・キュリアンが『III』の最終ボスであるホイール・オブ・フェイト（Wheel of Fate）とともに作りだした最高傑作の生命体。番号はType 0もしくはTYPE00。
本来は弱点が存在しないはずだったが、追い詰められたキュリアンの手によってボディが未完成のまま誕生。その為、右顔、左上腕、右前腕、左太股、右脛の装甲が欠如しており、これらが弱点となってしまった。
『1』と復活した『2』と『4SP』とでは色が異なる。ほかに『1』では言葉が片言だったが、ゴールドマンによって復活した際には流暢に言葉を話せるようになっている。
右手を腹部に置き、右手首の上に左肘を置いて、左手を右肩に置く独特のポーズをとりながら常に浮遊しており、火炎を操る事と残像が残るほどの高速移動が得意。耐久力のある火球を放ってきたり、前述の高速移動を使って火炎を纏った拳で殴ってくる。なお、『4SP』では体当たりを使って来たりするなど若干攻撃パターンが異なる。
後述で語るように主人公たちによって倒されているが、そのたびに復活している。登場作品は『1』『2』『4SP』。
作品によっては得点アイテムとして登場することがある。

## 来歴・関わった事件

### キュリアン邸事件
- 『ザ・ハウス・オブ・ザ・デッド』（1996年発売）

キュリアン邸事件の数年前、キュリアンによって生命体「マジシャン」が誕生する。1998年12月18日にトーマス・ローガンとGに追い込まれたキュリアンによって操れるようプログラムされていたはずだったが、ゴールドマンによってデータを書き換えられた影響で生みの親を裏切って殺害する。その後、高速移動と火炎を使ってトーマスとGを襲撃するが死闘の末敗北。「イツノヒカ････カナラズフッカツ･･」と言い残し爆散。その後はゴールドマンにより復活することになる。

### ゴールドマン事件
- 『ザ・ハウス・オブ・ザ・デッド 2』（1998年発売）

キュリアン邸事件からおよそ1年後の2000年2月26日、ゴールドマンによって再び未完成な状態で復活させられる。マジシャンはゴールドマンを逮捕しようとするジェームズ・テイラーとゲーリー・スチュワートを襲撃するが、死闘の末二度目の敗北を喫する。

### ロンドン事件
- 『ザ・ハウス・オブ・ザ・デッド 4SP』（2005年発売）

2003年12月に何者かの手により復活を遂げたマジシャンは廃工場に潜んでいた。工場最深部でゾンビの根源を断ち切るため襲撃してきたG、ケイトと再会を果たし、復讐戦を始める。なお、マジシャンがGとケイトを追い込むエンディングと倒されるエンディングがあるが、正史ではGとケイトに殺害され三度目の敗北を喫する。